# Karim Mahfouf
Pour les articles homonymes, voir Mahfouf.
Karim Mahfouf, également connu sous le pseudonyme de Gyps est un illustrateur et auteur de bande dessinée algérien, né en 1967 à Alger. Il est également comédien et marionnettiste.
Il est connu pour être le père de Léna Situations.

## Biographie

### Enfance et éducation
Karim Mahfouf naît à Alger en 1967 d'un père algérien et d'une mère française. Après avoir passé un BTS technique, il travaille dans la pétrochimie mais complète son salaire en envoyant des dessins de presse aux journaux.

### Débuts
Karim Mahfouf collabore entre 1989 et 1995 avec des journaux algériens comme dessinateur, notamment avec Libre Algérie, qui est le journal du FFS, L’Evénement et également L’Hebdo libéré. 
Après l'assassinat du président Mohammed Boudiaf en 1992 pendant la décennie noire en Algérie, il songe à quitter son pays. En 1995, il débarque en France avec son épouse et vit d'abord de petits boulots avant de se remettre au dessin et de finir par en faire son métier.

### Carrière
En 2011, il auto-édite, sous le pseudonyme de Gyps, la bande dessinée Oualou en Algérie avec le dessinateur Lounis Dahmani. L'album rencontrant un certain succès, il sera réédité en 2017 par l'éditeur La Boîte à bulles. 
Père de Léna Situations, il publie sous son propre nom l'album Papa Situations en 2021 chez l'éditeur Dupuis, un album qui traite de sa vision de père sur l'univers d’Internet et sur le métier naissant d’influenceuse.

## Publications

### Sous le pseudonyme de Gyps

#### BD
- 1998 : Algé rien, scénario et dessin de Gyps, éd. Marsa
- 2011 : Oualou en Algérie, scénario de Gyps, dessin de Lounis Dahmani, auto-édition[1]
  - réédition en 2017, La Boîte à bulles[3],[6]
- 2014 : Algereine, scénario et dessin de Gyps, éd. Dalimen

#### Illustrations
- 2014 : La dispute, de Michèle Bayar, illustrations de Gyps, éd. L'Harmattan Jeunesse
- 2014 : Le mystère des cartes postales, de Michèle Bayar et Rose-Claire Labalestra, illustrations de Gyps, éd. L'Harmattan Jeunesse

### Sous le nom de Karim Mahfouf

#### BD
- 2021 :  Papa Situations[5], scénario, dessin et couleurs de Karim Mahfouf, Dupuis